# Beechcraft T-6 Texan II
Beechcraft T-6 Texan II je enomotorno turbopropelersko šolsko vojaško letalo ameriškega proizvajalca Raytheon Aircraft Company (pozneje Hawker Beechcraft, zdaj Beechcraft Corporation). Zasnovan je na podlagi Pilatus PC-9, ki ga med drugim uporablja tudi Slovenska vojska. T-6 je naslednik Cessna T-37B Tweet in T-34C Turbo Mentor. T-6A uporabljajo tudi Kraljeve kanadske, Grške, Izraelske, Iraške, Maroške, Mehiške letalske sile in v bližnji prihodnosti tudi Kraljeve Novozelandske letalske sile.

## Specifikacije (T-6A)
Podatki iz Global Security, USAF and
USN
Splošne značilnosti
- Posadka: 2, pilot in inštruktor
- Dolžina: 33 ft 4 in (10,16 m)
- Razpon kril: 33 ft 5 in (10,19 m)
- Višina: 10 ft 8 in (3,25 m)
- Površina kril: 177,5 sq ft (16,49 m2)
- Vitkost: 6,29:1
- Teža praznega letala: 4.707 lb (2.135 kg)
- Bruto teža: 6.300 lb (2.858 kg)
- Maks. vzletna teža: 6.500 lb (2.948 kg)
- Kapaciteta goriva: 677,5 litrov
- Pogon letala: 1 × Pratt & Whitney Canada PT6A-68 turboprop, 1.100 shp (820 kW)
- Propelerji: št. lopatic: 4 Hartzell Propeller

Zmogljivost
- Potovalna hitrost: 320 mph (278 kn; 515 km/h)
- Neprekoračljiva hitrost: 364 mph (316 kn; 586 km/h)
- Doseg: 1.036 mi; 1.667 km (900 nmi)
- Višina leta (servisna): 31.000 ft (9.449 m)
- G-omejitev: +7,0g -3,5g